# Osrednje federalno okrožje
Osrednje federalno okrožje (rusko Центра́льный федера́льный о́круг, latinizirano: Centralnij federal'nyj okrug) je federalno okrožje v Rusiji in s tem ena izmed upravnih enot najvišje ravni po federalni strukturi Rusije. Upravni sedež je v Moskvi. Drugi največji mesti v okrožju sta Voronež in Belgorod.

## Podenote
V okrožju je 17 oblasti in mesto Moskva.
| Central Federal District | Central Federal District | Central Federal District | Central Federal District | Central Federal District | Central Federal District | Central Federal District | Central Federal District                                            | Central Federal District  |
| #                        | Zastava                  | Grb                      | Federalni subjekt        | Površina v km2           | Prebivalstvo             | BDP                      | Upravno središče                                                    | Zemljevid upravne delitve |
| ------------------------ | ------------------------ | ------------------------ | ------------------------ | ------------------------ | ------------------------ | ------------------------ | ------------------------------------------------------------------- | ------------------------- |
| 1                        |                          |                          | Belgorodska oblast       | 27.100                   | 1.540.486                | ₽1,355 mrd               | Belgorod                                                            |                           |
| 2                        |                          |                          | Brjanska oblast          | 34.900                   | 1.169.161                | ₽469 mrd                 | Brjansk                                                             |                           |
| 3                        |                          |                          | Vladimirska oblast       | 29.100                   | 1.348.134                | ₽737 mrd                 | Vladimir                                                            |                           |
| 4                        |                          |                          | Voroneška oblast         | 52.200                   | 2.308.792                | ₽1,255 mrd               | Voronež                                                             |                           |
| 5                        |                          |                          | Ivanovska oblast         | 21.400                   | 927.828                  | ₽300 mrd                 | Ivanovo                                                             |                           |
| 6                        |                          |                          | Kaluška oblast           | 29.800                   | 1.069.904                | ₽664 mrd                 | Kaluga                                                              |                           |
| 7                        |                          |                          | Kostromska oblast        | 60.200                   | 580.976                  | ₽242 mrd                 | Kostroma                                                            |                           |
| 8                        |                          |                          | Kurska oblast            | 30.000                   | 1.082.458                | ₽684 mrd                 | Kursk                                                               |                           |
| 9                        |                          |                          | Lipecka oblast           | 24.000                   | 1.143.224                | ₽844 mrd                 | Lipeck                                                              |                           |
| 10                       |                          |                          | Moskva                   | 2.600                    | 13.010.112               | ₽24,471 mrd              | Moskva                                                              |                           |
| 11                       |                          |                          | Moskovska oblast         | 44.300                   | 8.524.665                | ₽6,832 mrd               | Ni ga; večina uprave je v Moskvi, uprava subjekta je v Krasnogorsku |                           |
| 12                       |                          |                          | Orjolska oblast          | 24.700                   | 713.374                  | ₽337 mrd                 | Orjol                                                               |                           |
| 13                       |                          |                          | Rjazanska oblast         | 39.600                   | 1.102.810                | ₽532 mrd                 | Rjazan                                                              |                           |
| 14                       |                          |                          | Smolenska oblast         | 49.800                   | 888.421                  | ₽422 mrd                 | Smolensk                                                            |                           |
| 15                       |                          |                          | Tambovska oblast         | 34.500                   | 982.991                  | ₽429 mrd                 | Tambov                                                              |                           |
| 16                       |                          |                          | Tverska oblast           | 84.200                   | 1.230.171                | ₽555 mrd                 | Tver                                                                |                           |
| 17                       |                          |                          | Tulska oblast            | 25.700                   | 1.501.214                | ₽868 mrd                 | Tula                                                                |                           |
| 18                       |                          |                          | Jaroslaveljska oblast    | 36.200                   | 1.209.811                | ₽690 mrd                 | Jaroslavelj                                                         |                           |